# 강희제의 섭정
이 문서는 청나라 성조 강희제의 섭정에 대해서 서술한다.

## 청 성조 강희제의 섭정
청 성조 강희제의 섭정은 중국 청나라 제4대 황제 강희제가 1661년 2월 5일에 향년 23세로 붕어한 아버지 순치제의 뒤를 이어 7세 나이로 보위에 올라 1669년 3월 23일을 기하여 친정할 때까지 강희제의 섭정을 거쳐간 이들을 통틀어 이르는 명칭이다.
1661년 1월 7일을 기하여 행치(行痴)라는 법명으로 불교 승려가 되었다가 1개월 후인 1661년 2월 5일에 향년 23세로 붕어한 아버지 순치제 행치 선사의 보위를 승계하여 7세 나이로 즉위한 강희제는 보위 등극 직후 섭정기 8년을 거치다가 1669년 3월 23일 섭정을 거둔 이후 친정 체제를 본격 시행하였으며 1722년 12월 20일을 기하여 향년 68세로 붕어하였다.

## 역대 강희제 섭정 및 대리청정
- 문충공 색니 - 재임기간: 1661년 2월 5일 ~ 1662년 1월 7일
- 정백공 소극살합 - 재임기간: 1662년 1월 7일 ~ 1663년 3월 20일
- 양황공 알필륭 - 재임기간: 1663년 3월 20일 ~ 1665년 3월 20일
- 초무공 오배 - 재임기간: 1665년 3월 20일 ~ 1667년 3월 23일
- 허서리 가불라 - 재임기간: 1667년 3월 23일 ~ 1668년 3월 23일
- 허서리 송고투 - 재임기간: 1668년 3월 23일 ~ 1669년 3월 23일 (마지막 섭정)
- 황태자 이밀친왕 윤잉 - 재임기간: 1710년 3월 23일 ~ 1711년 3월 23일 (마지막 대리청정)

## 같이 보기
- 순치제의 섭정
- 유헌친왕 푸취안
- 화석공친왕 창닝
- 이밀친왕
- 옹정제